# Laura Niquay
Laura Niquay (Wemotaci, 1982 - ) est une autrice-compositrice-interprète attikamek. Issue d'une famille de musiciens, elle est la première artiste atikamek à présenter un spectacle aux FrancoFolies de Montreal en 2011. En 2021, elle a publié Waska Matisiwin (Cercle de vie), album qui a été nommé sur la liste du Prix de musique Polaris.

## Biographie
Laura Niquay est né à Wemotaci en 1982,. Elle fait partie d'une famille de musiciens. Son oncle Adélard  Niquay, a été guitariste et mélodiste durant les années 1970, son oncle  Arthur  Petiquay est aussi auteur-compositeur-interprète. Ses cousins Patrick Boivin à la basse et  Louis-Philippe Boivin à la batterie, sont des artistes de premier choix des groupes autochtones du Québec. Son cousin Christian Boivin, auteur-compositeur-interprète, a formé avec ses frères le groupe Kinokewin.
Son père lui apprend la guitare à l'âge de 11 ans. Elle débute la composition vers 16–17 ans. Sa tante Martha lui fait écouter les musiques qui l'influenceront plus tard comme The Cranberries, Melissa Etheridge et Tracy Chapman.
En 2005, alors qu'elle avait 23 ans, elle participe à l'album Awacic avec son oncle Arthur Petiquay et le bassiste Patrick Boivin. Elle a été lauréate du trophée Teweikan de la relève au Gala Teweikan à Québec en 2011. En 2011, elle est la première artiste attikamek à s'être produite aux FrancoFolies de Montreal. Elle reçoit une formation et réalise des vidéoclips avec Musique nomade et Wapikoni. En 2015, elle publie un premier album, Waratanak (Au creux de la montagne), qu'elle autoproduit. Insatisfaite du résultat, cette dernière s'entoure de Simon Walls avec lequel elle produit son premier album studio, Waska Matisiwin (Cercle de vie). Dans cet album mélangeant ses racines folk et rock, elle chante uniquement en atikamekw, la langue maternelle.

## Récompenses
- Son album, Waska Matisiwin a été sélectionné sur la liste du Prix de musique Polaris de 2021[9].
- Lauréate du Prix de l’auteure-compositeure autochtone TD de la Fondation SOCAN[10].
- Lauréate de l'artiste Autochtone de l'année au gala de l'ADISQ de 2022[11]

## Vie privée
Elle est la mère d'une fille.

## Discographie
- 2005: Awacic: avec Arthur Petiquay
- 2015: Waratanak
- 2021: Waska Matisiwin